# 카스트리오트 데르마쿠
카스트리오트 루안 데르마쿠(알바니아어: Kastriot Luan Dermaku, 1992년 1월 15일 ~ )는 알바니아의 축구 선수이다. 현재 이탈리아 세리에 A의 US 레체에서 활약하고 있다.